# レインフォード・カラバ
レインフォード・カラバ（Rainford Kalaba、1986年8月14日 - 2024年4月13日）は、ザンビアの元サッカー選手。元ザンビア代表。現役時代のポジションはMF。

## 経歴
2005年にキトウェ・ユナイテッドFCで選手となり、同年に渡仏しOGCニースのBチームに加入した。しかし翌2006年にZESCOユナイテッドFCに移籍しザンビアに復帰した。
2008年4月にポルトガルのSCブラガと5年契約を結んだ。レンタル先のジル・ヴィセンテFCで出場したものの、ブラガでは出場機会も乏しく、2010年に退団。
2011年にTPマゼンベに移籍。2013年10月には代表招集に関してマゼンベ側が彼とネイザン・シンカラ、ストフィラ・スンズの計3人を負傷を理由に招集を拒否した。この行動にザンビアサッカー協会が激怒、ザンビア政府も介入し彼らはルサカで旅券を没収された。その後、旅券は返還されたが、彼らはブラジル代表との親善試合の地である北京市に向かう事はなかった。

## タイトル

### クラブ
キトウェ・ユナイテッド
- ザンビア・ディヴィジョン・ワン: 2004

ZESCOユナイテッド
- ザンビアン・プレミアリーグ: 2007, 2008
- ザンビアン・カップ: 2006
- ザンビアン・コカコーラ・カップ: 2007

マゼンベ
- リナフット: 2011, 2012, 2013, 2014, 2016, 2017, 2019, 2020, 2022
- CAFチャンピオンズリーグ: 2015
- CAFスーパーカップ: 2011, 2016
- CAFコンフェデレーションカップ: 2016

### 代表
ザンビア
- アフリカネイションズカップ: 2012
- COSAFAキャッスルカップ: 2006